# Stermol
De stermol of sterneusmol (Condylura cristata) is een kleine Noord-Amerikaanse mol die voorkomt in het oosten van Canada en het noordoosten van de Verenigde Staten. Het is de enige soort in het geslacht Condylura. De wetenschappelijke naam van de soort werd als Sorex cristatus in 1758 gepubliceerd door Carl Linnaeus.

## Beschrijving
De stermol is bedekt met een dikke, zwartbruine, waterafstotende vacht. Het dier heeft een lange dikke staart, en grote graafhandige poten. Deze staart dient als voedselreserve voor het broedseizoen in de lente. Een volwassen stermol is 15 tot 20 cm lang, weegt ongeveer 55 gram en heeft 44 tanden. De stermol dankt zijn naam aan zijn ster van 22 vlezige tentakels aan het einde van zijn snuit.

## De ster
De tentakels van de ster zijn bedekt met ongeveer honderdduizend kleine tastorganen (organen van Eimer), en worden gebruikt bij het bliksemsnel identificeren van voedsel op de tast. Andere soorten mollen hebben deze organen van Eimer ook, maar niet in die mate of zo gespecialiseerd als bij de stermol.
Omdat de stermol functioneel blind is, dacht men lang dat deze tastorganen ook gebruikt worden om elektrische activiteit in prooidieren op te vangen, maar voor deze bewering bestaat weinig of geen empirisch bewijs. Ze dienen evenmin als reukorgaan. Men dacht altijd dat zoogdieren niet onder water konden ruiken maar dit diertje maakt het mogelijk om luchtbellen te produceren en die vervolgens onder water op te ruiken en zo de geur te bepalen. De stervormige structuur op de neus is in de eerste plaats een uiterst gevoelig tastorgaan, uitstekend aangepast om uiterst kleine prooien waar te nemen. De somasensorische cortex van deze mol is dan ook groter dan normaal. Een artikel in het tijdschrift Nature noemt de stermol als snelst etend zoogdier; het kost de stermol 230 milliseconde om een prooi te identificeren en op te eten. De hersenen beslissen in de enorm korte tijd van 8 ms of een prooi eetbaar is of niet. Deze snelheid raakt de limiet van de snelheid van neuronen.

## Levenswijze
Men weet slechts weinig over het sociaal gedrag van deze soort, maar men vermoedt dat hij leeft in kolonies. De stermol leeft in natte gebieden en eet aquatische insecten, wormen, weekdieren en kleine vissen. Hij is een goede zwemmer en kan foerageren tot op de bodem van meren. Net zoals de andere mollen graaft de stermol tunnels om in te jagen, die vaak onder water uitmonden. De stermol is dag en nacht actief en blijft actief tijdens de winter.
Deze diertjes paren in de late winter of de vroege herfst. De vrouwelijke stermol heeft dan een nest van 4 of 5 jongen in het vroege voorjaar of de late herfst.
Deze mol wordt als prooi gegeten door verschillende roofdieren, zoals de roodstaartbuizerd (Buteo jamaicensis), de Amerikaanse oehoe (Bubo virginianus), stinkdieren en wezels en zelfs door grote vissen.